# Szatmári Friss Újság
Szatmári Friss Újság – Szatmárnémetiben 1990. január 7-étől megjelenő napilap. Közvetlen előzménye az 1989. december 23–31. között kiadott Szabad Szatmári Hírlap, amelyet a Nemzeti Megmentési Front Szatmár Megyei Tanácsa adott ki (szerkesztőbizottságának tagjai Kádas József, Kőműves Balázs, Krilek Sándor, Lapka Tibor, Schuller Mária).

## Szerkesztői, munkatársai
Az új lap alcímében először mint „demokratikus napilap”, 1991. június 15-től „független demokratikus napilap”, 1994. július 20-tól „független napilap” határozza meg magát. Főszerkesztője 2007-ig Veres István, főszerkesztő-helyettese az indulástól Kiss Ferenc, 1997 májusától Máriás József, 2002-től Baranyai Attila.
A rendszerváltást követően megújult munkatársi gárdája is. A régi hírlaposok mellé visszatérhetett a sajtóból 1974-ben eltávolított Gúzs Imre, a későbbiekben a szerkesztők/riporterek sorában szerepelt Ágopcsa Marianna, Baranyai Attila, Báthory Éva, Benedek Ildikó, Bodnár Gyöngyi, Bódi Sándor, Budaházi Emese, Czinzel László, Debreczeni Éva, Elek György, Fodor István, Gui Angéla, Kádas József, Kassay Lajos, Kereskényi Sándor, Kovács Hajnalka, ifj. Panek József, Panek Sándor, Princz Csaba, Túrós Loránd, Simon Levente, Stahl István, Varga (Elek) Anikó, Vékás Zoltán, valamint Szabó Sándor fotós.
Havonta német nyelvű oldalt jelentetett meg, 1990–92 között Satmarschwaebischer Kurier, később Kulturelles Begegnungstreffen… címmel. Kiadásában jelent meg a Szatmári Friss Újság Évkönyve (felelős szerkesztő Debreczeni Éva) öt egymást követő évben – 1996, 1997, 1998, 1999 és 2000.
A Szatmári Friss Újságot 1991-től a Zotmar Press Kft. adta ki, 2004-től az Inform Media Kft. tulajdonába került. 2005 novemberétől Elek Anikó a lap főszerkesztője, időközben a munkatársi gárda csaknem teljesen kicserélődött.
2012-ben az Inform Mediától helyi befektetők vásárolták meg. 2020-ban pedig tőlük Turos Lóránd RMDSZ-es szenátor cége, a Friss Press Kft. vette meg.
A Szatmári Friss újság elődjeit lásd Szatmári Hírlap című szócikkben, a vele párhuzamosan 2005-től élő Szatmári Magyar Hírlap című lapot lásd az azonos című szócikkben.
Az utolsó lapszám 2022. augusztus 31-én jelent meg.